# ホルステ
ホルステ (ドイツ語: Holste) は、ドイツ連邦共和国ニーダーザクセン州オスターホルツ郡のザムトゲマインデ・ハムベルゲンに属す町村で、同郡最北部に位置する。

## 地理

### 位置
ホルステは、ブレーメンの北、北ドイツ低地に位置している。

### 自治体の構成
この町は4つの地区からなる。
- ヘリングスト
- オルデンドルフ
- パデヴィシュ
- シュテーデン

ホルステ (Holste) という名称は、ヘリングスト (Hellingst)、オルデンドルフ (Oldendorf)、シュテーデン (Steden) の頭文字をつなげて創られた。

## 歴史

### ヴァルトハイム・オルデンドルフ
オルデンドルフにはかつて難民収容所があり、1945年には旧ドイツ東部領土からの難民200人がオスターホルツ郡当局によって収容されていた。この収容所は1968年に廃止された。現在その痕跡は遺されていない。
1938年に国家労働奉仕団によって宿舎が建設され、終戦まで女子収容所として使われた。"Heimat der Schicksalsgemeinschaft" を研究しているジークフリート・ベガティークは、「それは陰鬱なスラム収容所ではなかった」と述べている。
ホルステは1974年の地域再編に伴い、ハムベルゲン、アックスシュテット、リュッバーシュテット、フォラーゾーデとともにザムトゲマインデ・ハムベルゲンを形成した。

### 町村合併
ホルステは、1974年3月1日にハムベルゲン、オルデンドルフ、シュテーデンが合併した。町名は3つの地区の頭文字をつなげて創られた: H-ellingst - OL-dendorf - STE-den。

## 行政

### 議会
ホルステの町議会は11議席からなる。

### 首長
この町の町長はディーター・グレデク (Freie Holster Liste) である。

## 文化と見所
ヘリングストには、「ヴォーヒェンエンデプラッツ・シュテデナー・フォルスト」（直訳: 週末広場シュテーデンの森）があり、天気の良い日には水浴することができる。毎年夏には「シュトラントフェスト」（直訳: 汀祭）が開催される。ヴォーヒェンエンデ地区は広く知られている。

## 経済と社会資本

### 交通
鉄道ブレーメン - ブレーマーハーフェン - クックスハーフェン線（オルデンビュッテル駅およびリュッバーシュテット駅）やアウトバーン A27号線（ヴァルスローデ - クックスハーフェン）に接続する交通がある。主要交通軸は連邦道 B74号ブレーメン - シュターデ線である。

### 地元企業
オルデンドルフには、1983年からバイオダイナミックな菜園がある。2012年1月からここの賃借人はそれまでの経済の仕組み（市場への直接販売、アボキステ）を共同型の農業に改編した。1975年にリヒャルト・ヴァイツェは、国際的活動する音楽レーベル「ベアー・ファミリー・レコーズ」を設立した。